# Natalie de Blois
Natalie Griffin de Blois (* 2. April 1921 in Paterson; † 22. Juli 2013 in Chicago) war eine US-amerikanische Architektin des Internationalen Stils.

## Leben
Die Ingenieurstochter de Blois studierte bis 1944 Architektur an der Columbia University und arbeitete während ihrer Studienzeit für das New Yorker Büro von Babcock & Wilcox und für Friedrich Kiesler. Nach ihrem Abschluss begann sie ihr Schaffen in einem kleineren Architekturbüro. Später wechselte sie in die New Yorker Niederlassung von Skidmore, Owings and Merrill, einem der renommiertesten Büros weltweit. Nach einem Wechsel in die SOM-Büros in Chicago 1962 wurde sie 1964 zum Associate Partner ernannt. Während ihrer langjährigen Tätigkeit im Team mit Gordon Bunshaft entstanden einige der bedeutendsten Gebäude des Internationalen Stils, deren Gestaltung nachträglich jedoch meist Bunshaft zugesprochen wurde. Bis zur Fertigstellung des Aqua von Jeanne Gang im Jahr 2009 war de Blois’ Union Carbide Building von 1961 das höchste, von einer Frau entworfene Gebäude. Ab den 1980er Jahren lehrte Natalie de Blois an der University of Texas School of Architecture.

## Realisierungen
Einige Bauwerke, die de Blois als „Senior Designer“ entwarf, sind:

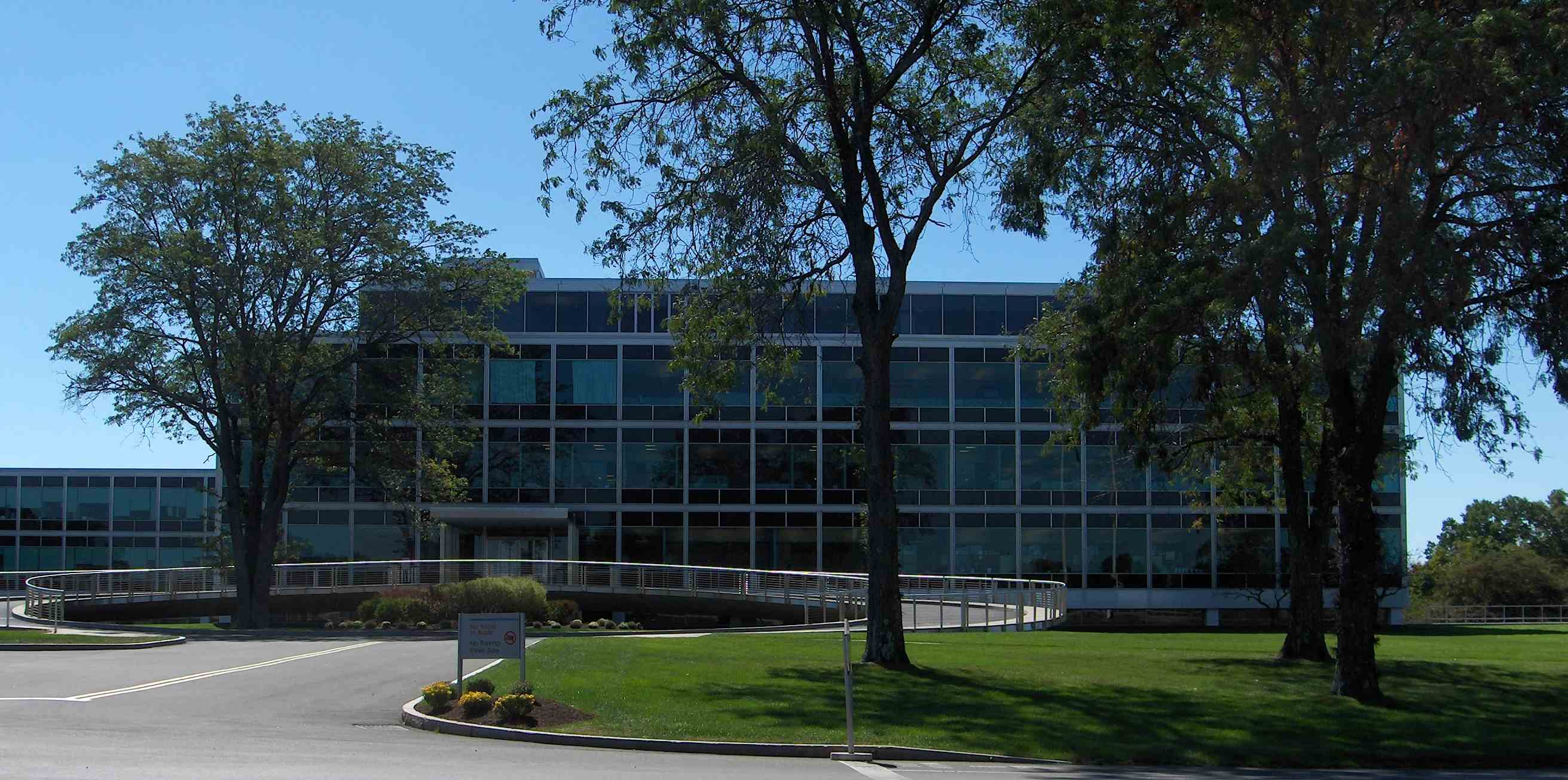
Connecticut General Life Insurance Company Headquarters, 1957
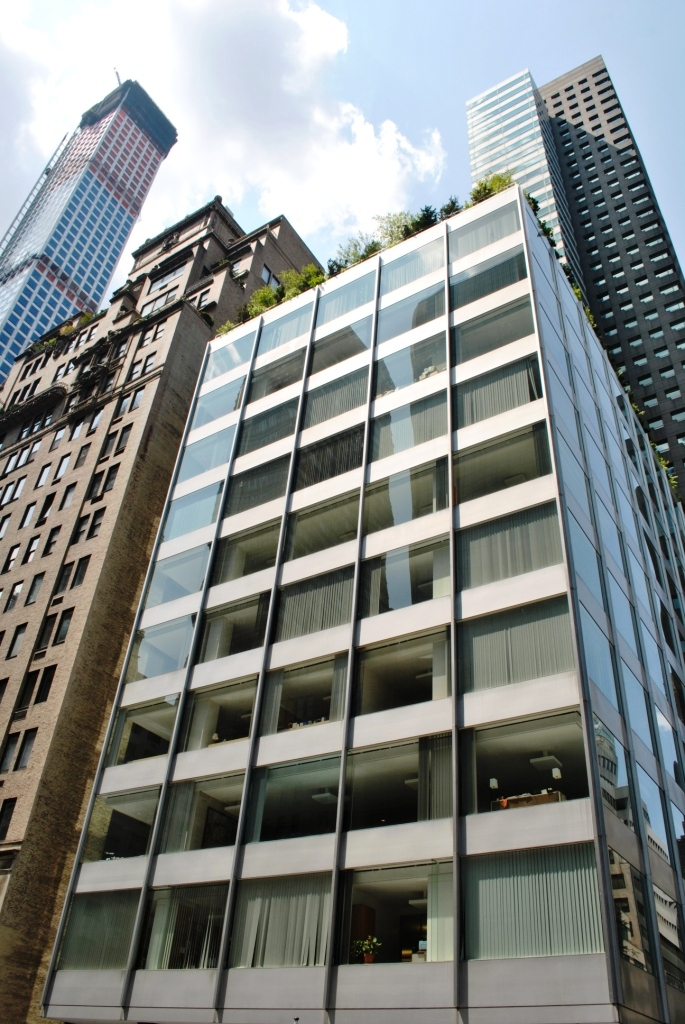
Pepsi Cola Headquarters, 1960
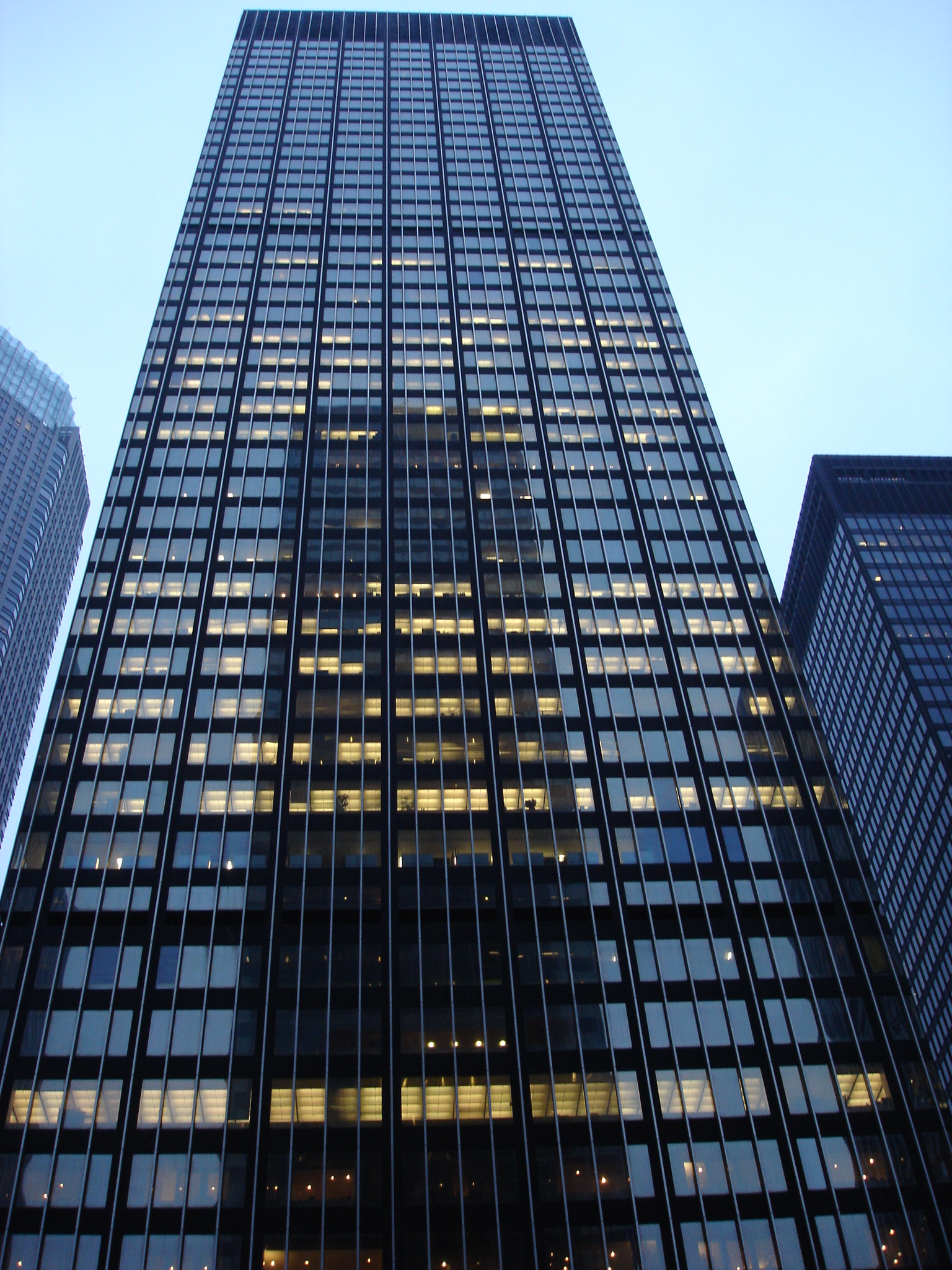
Union Carbide Building, 1961, 2021 abgerissen

Weitere Bauwerke, die unter maßgeblicher Mitwirkung de Blois’ entstanden, sind:
- Terrace Plaza Hotel, 1948
- Lever House, 1952
- Ford World Headquarters, 1956

## Auszeichnungen
- Fellow of the AIA, 1974
- Das Union Carbide Building und die Pepsi-Cola World Headquarters waren 2015 Teil einer „Built by Women“-Ausstellung der Beverly Willis Architecture Foundation.[4]